# 3529 Dowling
3529 Dowling este un asteroid din centura principală, descoperit pe 2 martie 1981 de Schelte Bus.